# Lentipes dimetrodon
Lentipes dimetrodon és una espècie de peix de la família dels gòbids i de l'ordre dels cipriniformes que es troba a Irian Jaya (Indonèsia).